# Basale ganglia
De basale ganglia of nuclei basales vormen een ringvormige structuur onder de schors van de grote hersenen rondom de thalamus. Zij vormen een onderdeel van het extrapiramidale systeem. Samen vormen zij een regelkring in samenwerking met andere structuren zoals de kleine hersenen voor het reguleren van de motorische activiteit die uitgaat van de hersenschors. De bewegingsopdrachten van de cortex cerebri worden zo versterkt, afgeremd of bijgestuurd en op deze manier verlopen bepaalde bewegingen gemakkelijker terwijl andere (soms ongewenste) bewegingen onderdrukt worden. Daarnaast zijn de basale kernen betrokken bij verstandelijke/cognitieve en emotionele functies. In de opbouw van de basale ganglia komen de mens, andere zoogdieren en ook amfibieën in grote mate overeen.

## Anatomie
De basale ganglia bestaan uit de nucleus caudatus (staartkern), het putamen (schil) en de globus pallidus (bleke kern). De nucleus subthalamicus (kern van Luys) en de substantia nigra (zwarte kern) worden vaak tot de basale kernen gerekend. Dit gebruik is echter niet algemeen aanvaard. De substantia nigra is in tegenstelling tot andere gebieden van de basale kernen, dieper in de hersenen gelegen in de hersenstam als onderdeel van de pedunculus cerebri (hersensteel). De basale kernen maken juist deel uit van de grote hersenen (telencephalon). In functioneel opzicht rekent men de substantia nigra echter toch tot de basale kernen.
Het putamen en de nucleus caudatus worden samen ook wel het neostriatum genoemd, terwijl de term corpus striatum (gestreept lichaam) slaat op de verzameling nucleus caudatus, putamen en globus pallidus. De globus pallidus en het putamen samen noemt men de nucleus lentiformis (lenskern).  Ten slotte wordt de nucleus accumbens ook wel tot de basale ganglia gerekend. Dit kerngebied wordt ook wel het striatum ventrale genoemd, in  tegenstelling tot het neostriatum. Sommigen menen dat er nog meer structuren, zoals de amygdala, tot de basale kernen behoren. De globus pallidus (bleke kern) wordt verder onderverdeeld in de pars interna (GPi) en de pars externa (GPe). De substantia nigra (zwarte kern) bevat twee kerngroepen: de pars compacta (SNc) en de pars reticulata (SNr). Het onderscheid tussen deze twee kerngroepen is van belang omdat zij in het geheel van banen (=regelkring), met als beginpunt de gebieden van de hersenschors, ieder een andere functie vervullen.

## Lusvormige circuits

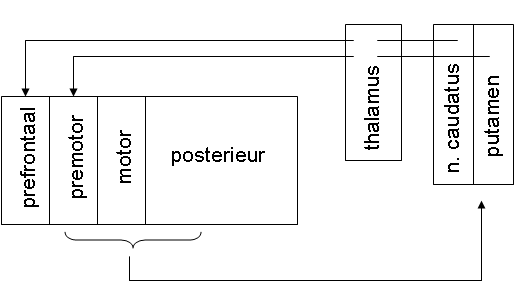
Afbeelding 1: lusvormige circuits tussen neostriatum en cortex

De basale ganglia ontvangen input van alle delen van de cortex cerebri, inclusief de motorische schors en hebben (via de thalamus) outputverbindingen met de premotorische en prefrontale gebieden, via welke zij de initiatie van bewegingen beïnvloeden. Daarbij is vastgesteld dat de outputverbindingen naar prefrontale schors voornamelijk afkomstig zijn van de nucleus caudatus, en die naar de premotorische schors (inclusief de supplementaire motorische schors (SMA)) van het putamen (zie Afbeelding 1).
Deze lusvormige circuits zijn verantwoordelijk voor de aansturing van meer complexe vormen van motoriek, zoals de planning van beweging. De circuits afkomstig van nucleus caudatus spelen ook een rol bij de aansturing van oogbewegingen en saccades, ook wel oogsprongen. Deze circuits hebben vooral projecties naar het frontale blikcentrum voor de aansturing van willekeurige oogbewegingen. De  nucleus accumbens, ten slotte, is niet zozeer bij de regulering van motoriek betrokken maar bij  beloning van gedrag. Dit kerngebied bevat veel dopaminerge receptoren.

## Directe en indirecte banen
Wichmann en DeLong hebben vastgesteld dat er ook binnen de basale ganglia twee lusvormige circuits bestaan (zie Afbeelding 2 en). 

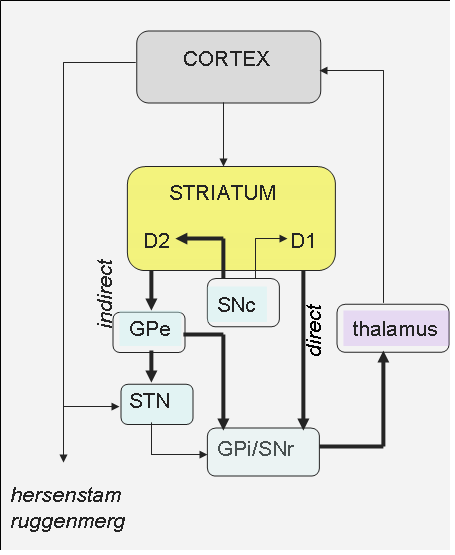
Afbeelding 2: circuits binnen de basale ganglia. Dikke lijnen: inhiberende banen, dunne lijnen, exciterende banen. Directe en indirecte banen zorgen samen voor een balans tussen excitatie en inhibitie van motorische structuren in de cortex

  De cortex heeft (zoals hierboven al aangegeven) diverse projecties naar het striatum. Vanuit het neostriatum lopen er twee banen naar de outputkernen: een directe baan naar GPi en SNr, en een indirecte baan die loopt via de GPe en de nucleus subthalamicus (STN) naar de GPi/SNr. Deze heeft op zijn beurt een output die via de thalamus (of de colliculus superior in het geval van de SNr) weer terugkoppelt naar de cortex. Ook zijn er dopaminerge projecties vanuit de SNc naar het neostriatum. Deze faciliteren de directe baan via D1-receptoren en inhiberen de indirecte baan via D2-receptoren. Het effect van de directe baan is inhibitie van de outputkernen van de basale ganglia (= excitatie van cortex), terwijl het netto-effect van de indirecte baan juist facilitatie van dezelfde outputkernen teweegbrengt (= inhibitie van cortex). Activiteit van beide banen  zorgt dus voor een evenwicht tussen te veel en te weinig motorische activiteit.

## Bewegingsstoornissen
Bij de ziekte van Parkinson is sprake van een aanzienlijk verlies van dopaminerge neuronen in de substantia nigra (met name in de pars compacta). Dit gaat gepaard met een verminderde remmende werking van de directe baan, oftewel verminderde excitatie van de cortex (zie afbeelding hierboven). Dit leidt dan weer tot een versterkte rem op de motorische kernen in de thalamus. De verminderde output van het dopaminerge systeem naar de motorische en frontale schorsgebieden gaat vooral gepaard met een afname van het vermogen tot het maken van zelf geïnitieerde bewegingen. Bij de ziekte van Huntington treedt daarentegen een grotere beweeglijkheid op. Deze is het gevolg van degeneratie van neuronen in het striatum, met name de GABA-erge en cholinerge neuronen in nucleus caudatus en het putamen. Dit leidt juist tot een versterkte remmende werking van de indirecte baan, en dus uiteindelijk tot overstimulatie van de motorische kernen in de thalamus.
De basale kernen  blijken  ten slotte niet alleen bij de aansturing van bewegingen maar ook bij de timing hiervan, de tijdsperceptie en maatgevoel betrokken te zijn. Via deze functies hebben zij vermoedelijk  ook een invloed op ons gevoel voor muziek en taal.